# Caroline Flack
Caroline Flack   (Enfield, 9 de novembre de 1979 - Stoke Newington, 15 de febrer de 2020) fou una presentadora de televisió i ràdio anglesa. Va començar la seva carrera com a actriu, protagonitzant Bo 'Selecta! (2002) i va presentar diversos programes d'ITV2, entre els quals I'm a Celebrity... Get me Out of Here! NOW! (2009–2010) i The Xtra Factor (2011-2013).
Flack va guanyar la dotzena edició del concurs de ball Strictly Come Dancing el 2014. L'any següent, va començar a presentar The X Factor (2015), substituint el presentador Dermot O'Leary, i Love Island (2015-2019). Va abandonar Love Island el desembre de 2019 després de ser arrestada per presumptament agredir el seu xicot del moment, el tennista Lewis Burton.
El 15 de febrer de 2020, Flack va ser trobada morta a casa seva al nord-est de Londres. Els mitjans de comunicació van anunciar la seva mort com un suïcidi.

## Biografia
Caroline Louise Flack va néixer a la zona d'Enfield de Londres el 9 de novembre de 1979, la més jove dels quatre fills del representant de vendes de Coca-Cola Ian Flack i la seva dona, Christine.
Poc després del seu naixement, el seu pare va ser promogut a la direcció de la companyia i la família es va traslladar a Thetford, Norfolk. Quan Flack tenia set anys, es van mudar de nou a Wretham.
Flack i la seva germana bessona, Jody, van néixer quan la seva germana Elizabeth tenia 10 anys i el seu germà Paul vuit. Jody és la germana bessona gran per sis minuts i originalment s'havia de dir Caroline, però la seva mare va decidir que el nom no li quedava bé.
Flack va assistir l'escola primària Gran Hockham i a la secundària a Wayland Community High School a Watton, Norfolk. Es va interessar en la dansa i va actuar al poble durant l'època escolar. Mentre anava a escola se la va tractar mèdicament per estar "molt baixa pes". Entre 1996 i 1999 va estudiar dansa i teatre musical a la Bodywork Company de Cambridge.

## Carrera professional
El 2002 Flack va guanyar la seva primera feina a la televisió interpretant Bubbles al programa d'esquetxos Bo 'Selecta!. Després va presentar l'International Pepsi Chart Show, abans de traslladar-se a Channel 4, on el 2005 va presentar enllaços entre vídeos a E4 Music i va presentar The Games: Live at Trackside a E4 amb Justin Lee Collins. El 2005 també treballava al programa de videojocs When Games Attack. Un any després, va copresentar el programa TMi amb Sam & Mark, que es va emetre a la BBC Two i al CBBC Channel. Posteriorment, va presentar el programa de CBBC Escape from Scorpion Island juntament amb Reggie Yates.
Flack va presentar la cobertura de CBC de Comic Relief Does Fame Academy el març de 2007 i va treballar comentant les semifinals del Festival d'Eurovisió 2008 amb Paddy O'Connell. També va ser hoste de Big Brother's Big Bouth durant la setmana 5 de l'edició de 2008. El periodista del Daily Mirror, Rob Leigh, va comentar que "la seva pronunciada entrega la converteix en la millor presentadora que han tingut en aquesta edició". Tot i això, no va ser la primera vegada que Flack estava vinculada amb Big Brother. Abans que comencés l'edició, s'havia informat que ella seria la substituta de Dermot O'Leary a Big Brother's Little Brother.

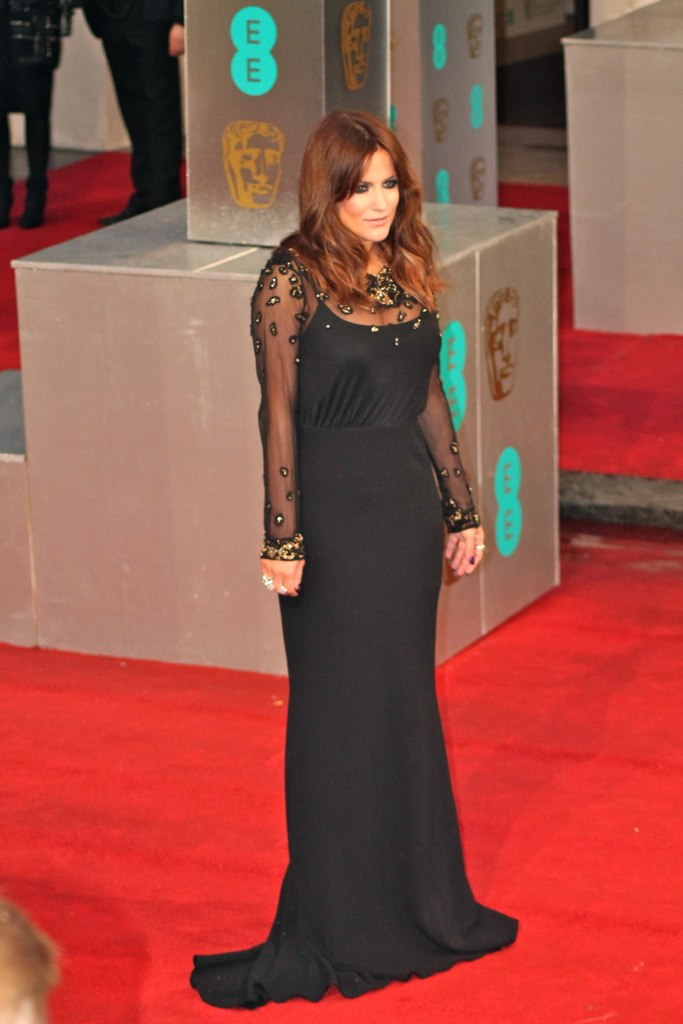
Flack als BAFTA, 2013

El 2009 Flack va substituir Kirsty Gallacher com a co-amfitrió de Gladiators amb Ian Wright per la segona sèrie a Sky1. Al juliol de 2009, va ser presentadora suplent al programa dominical de la BBC Something for the Weekend, mentre Amanda Hamilton estava en permís de maternitat. El mateix any, Flack va començar a acollir el reality show d'ITV2 I'm a Celebrity... Get Me Out of Here! NOW!. El mateix any, va guanyar la seva edició de la BBC Three de Dancing on Wheels amb el company discapacitat James O'Shea i la parella va representar Gran Bretanya als Campionats d'Europa del Ball en cadires de rodes del 2009 a Tel-Aviv, en què va quedar 16a en la seva categoria.
Flack va copresentar el programa de videojocs The Whole 19 Yards amb Vernon Kay a ITV el 2010. També va fer una portada per a la revista Maxim. El 16 de febrer de 2010, va presentar els Brit Awards a ITV2. Al novembre de 2010 va tornar a presentar I’m a Celebrity, Get Me of Here Now! a ITV2.
El 2011 Flack va ser capitana d'equip al programa ITV2 Minute to Win It. Aquell any, ella i Olly Murs van presentar la vuitena edició de The Xtra Factor, en substitució de Konnie Huq. Flack i Murs van repetir a la novena edició. Flack va tornar també a la desena edició el 2013, mentre que Murs va ser substituït per Matt Richardson. El 12 de juny de 2014 es va confirmar que Flack no tornaria a l'edició número 11 i va ser substituïda per Sarah-Jane Crawford.
Flack va presentar el programa Viral Tap d'ITV2 el 2014. El desembre de 2014 es va reunir amb Murs per presentar un programa nadalenc a l'emissora britànica Magic Radio. Flack es va anunciar com a concursant a la dotzena sèrie de Strictly Come Dancing el 2014. La seva parella professional era Pasha Kovalev. El 20 de desembre de 2014, Flack i Kovalev es van convertir en campions de la sèrie.
El 16 d'abril de 2015 es va anunciar que Flack, juntament amb Murs, substituirien a Dermot O'Leary com a amfitrions de la dotzena edició de The X Factor des d'agost de 2015. Al febrer de 2016, Flack i Murs van confirmar que no tornarien a la 13a sèrie de The X Factor i van ser substituïts definitivament per O'Leary.
Flack va començar a presentar Love Island d'ITV2 el juny de 2015 i el seu programa spin-off Love Island: Aftersun quan es va emetre la tercera edició des del juny del 2017. El 17 de desembre de 2019, va anunciar que no seria presentadora de la sisena edició després d'una acusació d'haver agredit el seu xicot.
L'autobiografia de Flack, Storm in a C Cup, es va publicar el 2015. Al maig de 2016 va començar a copresentar el Sunday Morning Breakfast a partir de les 9 fins al migdia durant l'estiu amb Gethin Jones a Heart Network.
Flack havia de presentar una sèrie de realitat sobre cirurgia estètica anomenada The Surjury a Channel 4, però es va cancel·lar després de la seva mort el febrer de 2020. Ella té un paper cameo a la pel·lícula Greed, que es va estrenar el 21 de febrer de 2020. El tràiler es va estrenar el mateix dia.

## Vida privada
Flack va sortir amb el príncep Harry el 2009, però la relació va acabar ràpidament després que els mitjans comencessin a informar-ne, segons la seva autobiografia. El 2011, als 31 anys, va mantenir una breu relació amb Harry Styles, membre de One Direction, de llavors 17 anys. Al voltant dels anys 2014 i 2015, va mantenir una relació amb el mànager de Sam Smith, Jack Street. Va mantenir una breu relació amb l'estrella de realities Andrew Brady el 2018, i va sortir amb el jugador de rugbi Danny Cipriani el 2019.
El 13 de desembre de 2019, Flack va ser acusada d'agredir el seu xicot, el tennista Lewis Burton, després d'un incident al seu pis d'Islington la matinada anterior. Suposadament, Flack va confessar que ho havia fet a la policia quan van arribar, i després va advertir que es mataria. Va assegurar més tard que estava experimentant "problemes personals" i que durant molt de temps havia patit una crisi emocional.
Flack es va declarar no culpable dels càrrecs davant del Tribunal de Magistrats de Highbury Corner el 23 de desembre. El seu advocat va dir al tribunal que Burton no admetia l'acusació i que "ell no és la víctima, com ell deia, ell va ser-ne un testimoni". Va ser alliberada sota fiança amb la condició que no es posés en contacte amb Burton i es va presentar a judici el 4 de març del 2020. Burton va publicar un missatge afectuós el dia de Sant Valentí a Instagram, un dia abans de morir.

## Mort i investigació
Flack va ser trobada morta al seu pis, a Stoke Newington, Londres, el 15 de febrer de 2020, amb 40 anys. L'advocat de la família va declarar que la seva mort va ser un suïcidi. Es va cancel·lar l'episodi especial de Love Island, que s'havia d'emetre a ITV2 el dia de la seva mort. La investigació de la seva mort es va obrir el 19 de febrer i es va declarar que la van trobar penjada al seu pis. La investigació es va ajornar fins al 5 d'agost de 2020.